# Escuela Espejo (parada)
La parada Escuela Espejo forma parte del Corredor Central Norte, en Quito, Ecuador.
Opera con el circuito C2: La Ofelia - Playón de la Marín, el cual tiene un intervalo de cada 3 minutos. Con éste se conectan hacia el norte y el centro. 

Toma su nombre del Antiguo Colegio Espejo (hoy Colegio Simón Bolívar) en el que se encuentra la ruta del corredor. Sirve al Instituto Ecuatoriano de Seguridad Social y barrio América
- Datos: Q85869012